# The Cinema Murder
The Cinema Murder is een stomme film uit 1919 onder regie van George D. Baker. De film is gebaseerd op een boek van E. Phillips Oppenheim. Het script werd geschreven door Frances Marion.
De film werd geproduceerd door de maatschappij van William Randolph Hearst, de magnaat die een affaire had met Marion Davies, die de hoofdrol heeft in de film. De film gaf echter vooral haar schoonheid weer en sloot haar acteerprestaties uit.
Conway Tearle zou eigenlijk de rol spelen van Philip Romilly. Toen Tearle weigerde scènes opnieuw te filmen, ontsloeg Hearst hem en werd hij vervangen door Nigel Barrie.

## Verhaal
Elizabeth Dalston wil niets liever dan actrice worden. Ze wordt door de rijke financier Synvanus Power naar het buitenland gestuurd, zodat ze hier een opleiding kan volgen. Op weg naar de boot die haar naar New York zal terugbrengen, ziet ze hoe Philip Romilly in een gevecht belandt met zijn broer Douglas. Ze denkt dat Philip Douglas vermoordt.
Ze ontdekt dat Philip toneelschrijver is en weet Power over te halen zijn stuk te produceren, met Elizabeth als ster erin. Het wordt een groot succes en er bloeit een romance op tussen Elizabeth en Philip. Als Power ook gevoelens voor haar blijkt te hebben, ontstaat er een dilemma.

## Rolverdeling
| Acteur          | Personage            |
| --------------- | -------------------- |
| Marion Davies   | Elizabeth Dalston    |
| Nigel Barrie    | Philip Romilly       |
| Anders Randolf  | Sylvanus Power       |
| Eulalie Jensen  | Mrs. Power           |
| W. Scott Moore  | Douglas Romilly      |
| Reginald Barlow | Power's 'Man Friday' |